# Claudius Bruns

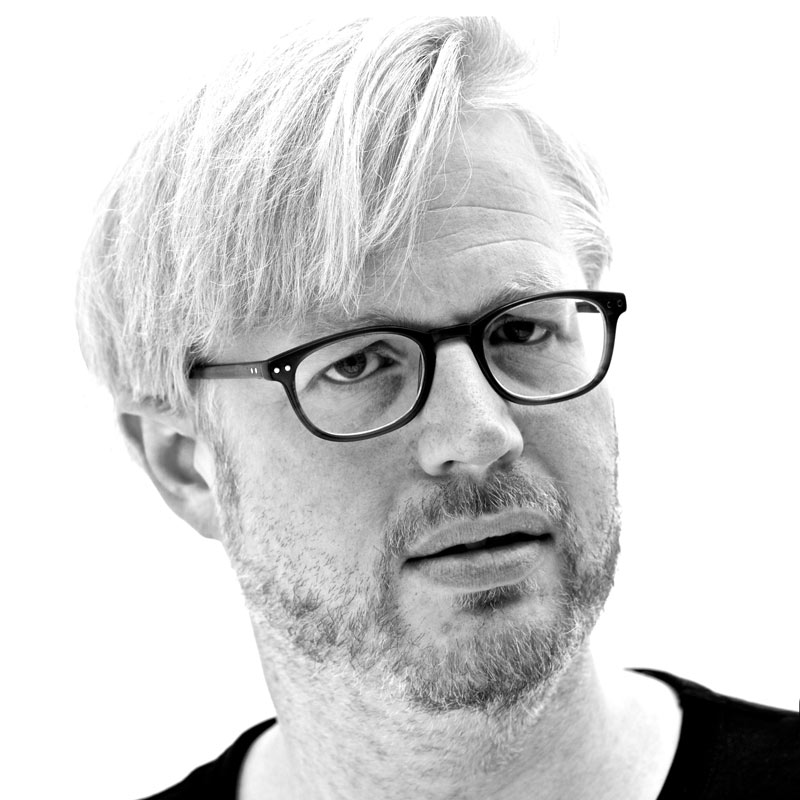
Claudius Bruns (2014)

Claudius Bruns (* 1975 in München) ist ein deutscher Kabarettist, Liedermacher, Pianist und Autor.

## Leben
Claudius Bruns wuchs im Rheinland auf und lebte in Overath. Er studierte Jura und Politikwissenschaften. Unterricht in Jazzklavier erhielt er bei Pablo Paradez (Köln) und Art Wheeler (USA). An der Hochschule für Musik und Theater „Felix Mendelssohn Bartholdy“ Leipzig schloss er bei Richie Beirach und Janusz Wozniak sein Klavierstudium ab. Seit 2007 arbeitet er als Pianist und Darsteller beim Leipziger Kabarett academixer. 2017 war er Gründungsmitglied des Theaters „ADOLF SÜDKNECHT“, zu dessen Kern er als Musiker, Sprecher und Autor weiterhin gehört. Seit 2014 tritt er mit Klavier & Kabarett mit dem Premierenprogramm "Allein am Elfenbein" auf.
Er ist Mitbegründer und Geschäftsführer der denkmalgeschützten Spielstätte/dem Jazz Club "Horns Erben" in Leipzig.

## Nominierungen & Auszeichnungen
2014
- Mit dem Academixer Programm 'Bestatten Fröhlich' nominiert für den Monica-Bleibtreu-Preis, Hamburg

2015
- Nominiert Rostocker Kabarettpreis Der Rostocker Koggenzieher
- Song Slam Leipzig, Monatssieger März, Leipzig